# Каменський Микола Михайлович
Граф Микола Михайлович Каменський (27 грудня 1776 — 4 травня 1811, Одеса, Херсонська губернія, Російська імперія) — російський військовий діяч, генерал від інфантерії, молодший син фельдмаршала Михайла Каменського.

## Життєпис
У віці чотирьох років був зарахований корнетом до одного з кірасирських полків. У 19 років уже був підполковником, а у 21-річному віці — полковником. 28 червня 1799 року Каменський отримав звання генерал-майора та був призначений шефом Архангелогородського полку. Потім був відряджений до Італії до армії Суворова.
Виявив неабиякі військові здібності, коли на Чортовому мості стрімкою атакою вирішив долю бою, за що був нагороджений орденом святої Анни 1 ступеня.
У званні дивізійного генерала брав участь у війні з Наполеоном 1805—1807 років: під Аустерліцом ледь не загинув, упавши з коня, але був врятований Арсенієм Закревським, а за битву при Прейсіш-Ейлау був нагороджений орденом Святого Георгія 3 ступеня. 12 грудня 1807 отримав звання генерал-лейтенанта.
Під час російсько-шведської війни 1808—1809 років командував 17-ю піхотною дивізією. Командуючи військами, що займали центральну частину Фінляндії, мав кілька значних успіхів, причому за битву при Оравайсі був нагороджений орденом Святого Георгія 2 ступеня. 17 листопада 1809 року отримав звання генерала від інфантерії.
4 лютого 1810 року отримав пост командувача молдавської армії. Під час тієї кампанії здобув перемогу в битві при Батині та підкорив Ловчу. Утім на Дунаї він зазнав невдачі: облога Шумли і штурм Рущука сильно послабили його енергію. Надто самовпевнений, Каменський намагався досягнути всього й одразу, але ніяковів перед «кунктаторством» противника. До того ж він невдовзі захворів на тяжку виснажливу гарячку.
12 березня вирушив до Одеси. Дорогою він втратив слух, згодом у нього виявились ознаки розумових розладів. 4 травня 1811 року він помер в Одесі та був похований у селі Каменському Орловської губернії поряд із батьком.
Ніколи не був одружений. Ходили чутки, що він був нареченим графині Анни Орлової-Чесменської, утім весілля не відбулось.
Був похований на Першому Християнському цвинтарі. 1937 року комуністичною владою цвинтар було зруйновано. На його місці був відкритий «Парк Ілліча» з розважальними атракціонами, а частина була передана місцевому зоопарку. Нині достеменно відомо лише про деякі перепоховання зі Старого цвинтаря, а дані про перепоховання Каменського відсутні.